# Alfred Kroeber
Alfred Kroeber (New York, 11 giugno 1876 – Parigi, 5 ottobre 1960) è stato un antropologo statunitense.
Costruì le sue ricerche a partire dagli studi di Franz Boas. Approfondì il concetto di cultura. Il saggio Il  superorganico (1917) costituì la proclamazione di indipendenza anti-riduzionistica contro il predominio della spiegazione biologica dei fenomeni culturali. Sua figlia è Ursula K. Le Guin, una delle più celebri scrittrici di romanzi di fantascienza, le cui opere sono fortemente influenzate da argomenti antropologici.

## Il Superorganico
Il Superorganico è rimasto celebre come una delle opere più controverse dell'antropologia culturale. La tesi presentata da Kroeber nel saggio afferma che la cultura costituisce un ordine di fenomeni autonomi e separati rispetto agli altri livelli in cui si articola la realtà, che sono sostanzialmente quattro:
- Inorganico;
- Organico;
- Sociale;
- Individuale.

Kroeber riprende la nozione di superorganico da Herbert Spencer, il quale l'aveva coniata per definire un ordine di fenomeni distinti da quelli organici; tuttavia, mentre per Spencer i due ordini di fenomeni sono comunque legati l'uno all'altro, Kroeber rifiuta ogni possibile punto di contatto tra l'ordine biologico e quello socio-culturale. La diversità sta soprattutto nei diversi processi evolutivi: a livello biologico l'evoluzione avviene per sostituzione, laddove a livello socio-culturale avviene per accumulazione: 
Kroeber riprende dunque da Boas l'irriducibilità della cultura ai fenomeni biologici, ma non rifiuta la possibilità di scorgere delle uniformità, delle regolarità culturali nei gruppi che studia, soprattutto – come Boas – le popolazioni indiane, a cui dedica nel 1925 un libro sulle tribù della California. La nozione di modelli a cui Kroeber fa ricorso è però diversa da quella celebre usata da Ruth Benedict, l'altra grande discepola di Boas, per la quale i modelli definiscono orientamenti psicologici della società paragonabili agli atteggiamenti delle personalità. Per Kroeber «il culturale è nella sua essenza non individuale». Le critiche a questa sua tesi riguardano soprattutto il rischio di conferire alla cultura un carattere oggettivo, ontologico, una realtà a sé. La tesi del superorganico ha tuttavia due grandi meriti: l'enfatizzare la discontinuità tra ordine naturale e ordine sociale, e il sottolineare l'autonomia dalla cultura, irriducibile a qualsiasi condizionamenti di fenomeni sia organici sia sociali e psichici. 
Quasi trent'anni dopo la pubblicazione della sua discussa opera, Kroeber sembra avere un ripensamento su questa sostantivizzazione della cultura teorizzata dal suo Superorganico: un ripensamento dovuto probabilmente alle molte critiche, che tuttavia egli attribuisce a un fraintendimento dovuto all'ambiguità dei termini da lui utilizzati. Ne Il concetto di cultura nella scienza (1949), egli specifica che i livelli distinti in cui sarebbe ripartita la realtà – inorganico, organico, superorganico – non rappresenterebbero delle entità ontologiche, ma degli “orizzonti di intelligibilità”, cioè dei diversi campi della realtà ognuno dei quali andrebbe studiato con metodologie diverse e interpretato attraverso diversi approcci epistemologici. Kroeber vuole cioè sottolineare l'autonomia scientifica e metodologica del concetto di cultura in antropologia rispetto ad altri ambiti, e torna così a sottrarre il concetto da una possibile sostantivizzazione e ricondurlo alla visione di costrutto concettuale.